# Нафетвребі
Нафетвребі (груз. ნაფეტვრები) — село в Грузії.
За даними перепису населення 2014 року в селі проживає 90 осіб.